# 4181 Kivi
4181 Kivi è un asteroide della fascia principale. Scoperto nel 1938, presenta un'orbita caratterizzata da un semiasse maggiore pari a 2,6109563 UA e da un'eccentricità di 0,1324061, inclinata di 14,38180° rispetto all'eclittica.